# Vähä-Suorsa
Vähä-Suorsa eller Vähä Suorsajärvi är en sjö i Finland. Den ligger i kommunen Kemijärvi i landskapet Lappland, i den norra delen av landet, 700 km norr om huvudstaden Helsingfors. Vähä-Suorsa ligger 204,7 meter över havet. Arean är 76,9 hektar och strandlinjen är 6,03 kilometer lång. Sjön  ingår i Kemi älvs huvudavrinningsområde.   Den sträcker sig 2,4 kilometer i nord-sydlig riktning, och 1,2 kilometer i öst-västlig riktning.